# Shelley Morrison
Pour les articles homonymes, voir Morrison.
Shelley Morrison, nom de scène de Rachel Mitrani, est une actrice américaine née le 26 octobre 1936 à New York et morte le 1er décembre 2019 à Los Angeles.

## Biographie
Shelley Morrison est né dans le South Bronx, fille unique de parents juifs séfarades, surnommé à l'origine Mitrani. Elle a grandi dans le Bronx, à New York, et sa langue maternelle était l’espagnol. Son père, Maurice Morris, était un fabricant de vêtements. Morrison a déménagé en Californie avec ses parents en 1946.
Shelley Morrison a ensuite étudié le théâtre au Los Angeles City College et a décroché ses premiers rôles dans Divorce American Style et Comment sauver un mariage (et ruiner votre vie).
De 1965 à 1967, elle figure à quatre reprises dans le rôle de Linda Little Trees, dans les séries télévisées occidentales Laredo sur NBC (dans les épisodes Yahoo, Jinx, No Bugles, One Drum et Split the Difference). En 1967, elle joue la religieuse non-portoricaine, Sister Sixto, qui a des problèmes d’anglais dans l’émission The Flying Nun de Sally Field. Elle conserve ce rôle jusqu'à ce que la série soit annulée en 1970. Elle apparaît également dans le film de comédie romantique Fools Rush In de 1997, mettant en vedette Salma Hayek et Matthew Perry.
Le rôle le plus largement reconnaissable de Morrison est Rosario Inés Consuelo Yolanda Salazar, une femme de chambre salvadorienne, sur la sitcom de NBC Will & Grace. Elle apparait dans 68 épisodes de 1999 à 2006 (ainsi qu'une brève apparition dans le Webisode[Quoi ?] de septembre 2016 de Will & Grace, à l'appui de la campagne présidentielle d'Hillary Clinton). Le rôle est créé à l'origine pour une brève apparition d'un épisode, mais Rosario est si populaire auprès des téléspectateurs qu'elle devient un personnage récurrent.

## Filmographie

### Cinéma
- 1966 : Castle of Evil de Francis D. Lyon : Lupe Tekal d'Esperanza
- 1967 : Divorce à l'américaine (Divorce American Style) : Jackie
- 1968 : Bague au doigt, corde au cou (How to Save a Marriage and Ruin Your Life) de Fielder Cook : Marcia Borie
- 1968 : Three Guns for Texas : Linda Little Trees
- 1969 : L'Or de Mackenna (Mackenna's Gold) : Pima Squaw
- 1972 : Man and Boy : Rosita
- 1972 : Stand Up and Be Counted : Bit Part
- 1973 : Les Choses de l'amour (Blume in Love) : Mrs. Greco
- 1973 : Breezy : Nancy Henderson
- 1974 : Devil Times Five (en) de Sean MacGregor : Ruth
- 1978 : Rabbit Test : Mrs. Borzoni
- 1983 : Le Retour de Max Dugan (en) (Max Dugan Returns) : Mother
- 1989 : Les Scouts de Beverly Hills (Troop Beverly Hills) : Rosa the Maid
- 1997 : Coup de foudre et conséquences (Fools Rush In) : Aunt Carmen
- 2004 : Gang de requins (Shark Tale) : Mrs. Sanchez (voix)

### Télévision
- 1967 : La Sœur volante : Sœur Sixto'
- 1969 : Three's a Crowd : Mona
- 1974 : The Girl Who Came Gift-Wrapped : Louise
- 1975 : La Nuit qui terrifia l'Amérique (The Night That Panicked America) : Toni
- 1975 : Conspiracy of Terror : Mrs. Kojovs
- 1976 : Once an Eagle
- 1978 : Lassie: A New Beginning : Lena
- 1983 : Hôpital central ("General Hospital") : Mrs. Ramirez (1982)
- 1985 : Kids Don't Tell : Carol
- 1991 : Love, Lies and Murder (en) : Yolanda Brown
- 1993 : Columbo - Le meurtre aux deux visages (Columbo: It's All in the Game) : Nick's Maid
- 1994 : Les Cris du cœur (en) (Cries from the Heart)
- 1998 : Will et Grace, de la saison 1 (1998/1999) à 8 (2005/2006) : Rosario
- 2006 : Earl (My name is Earl) - Saison 2, épisode 11 : Maria
- 2016 : Will & Grace : #VoteHoney : Rosario Salazar (mini-épisode)